# Aéroport d'Innsbruck
L'aéroport d'Innsbruck (ou Flughafen Innsbruck  en allemand) (code IATA : INN • code OACI : LOWI) est le troisième aéroport d'Autriche derrière Vienne et Salzbourg ; il dessert la ville d'Innsbruck et la région du Tyrol.
C'est aussi l'aéroport des compagnies aériennes Welcome Air et Tyrolean. Il connait une plus forte activité l'hiver pour les vacances dans les stations de ski. C'est également le siège de la compagnie Air Alps Aviation.

## Situation

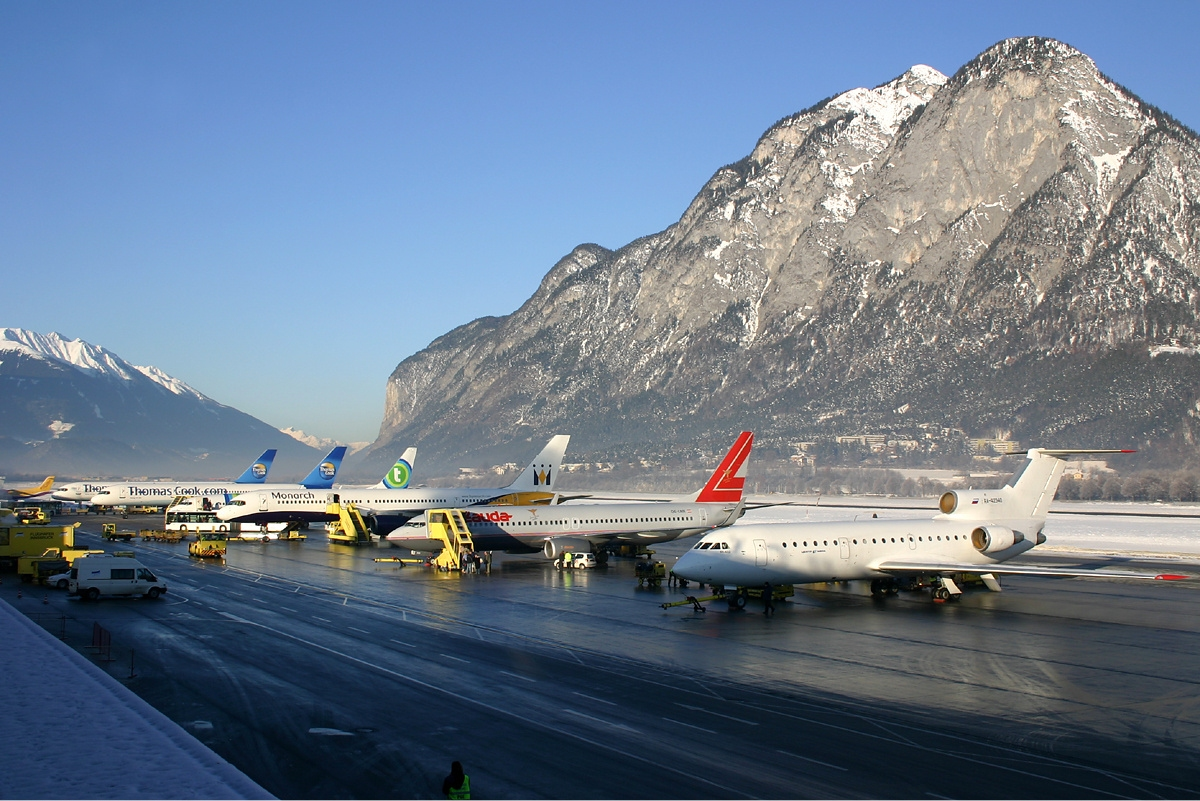
Le parking à avions en hiver

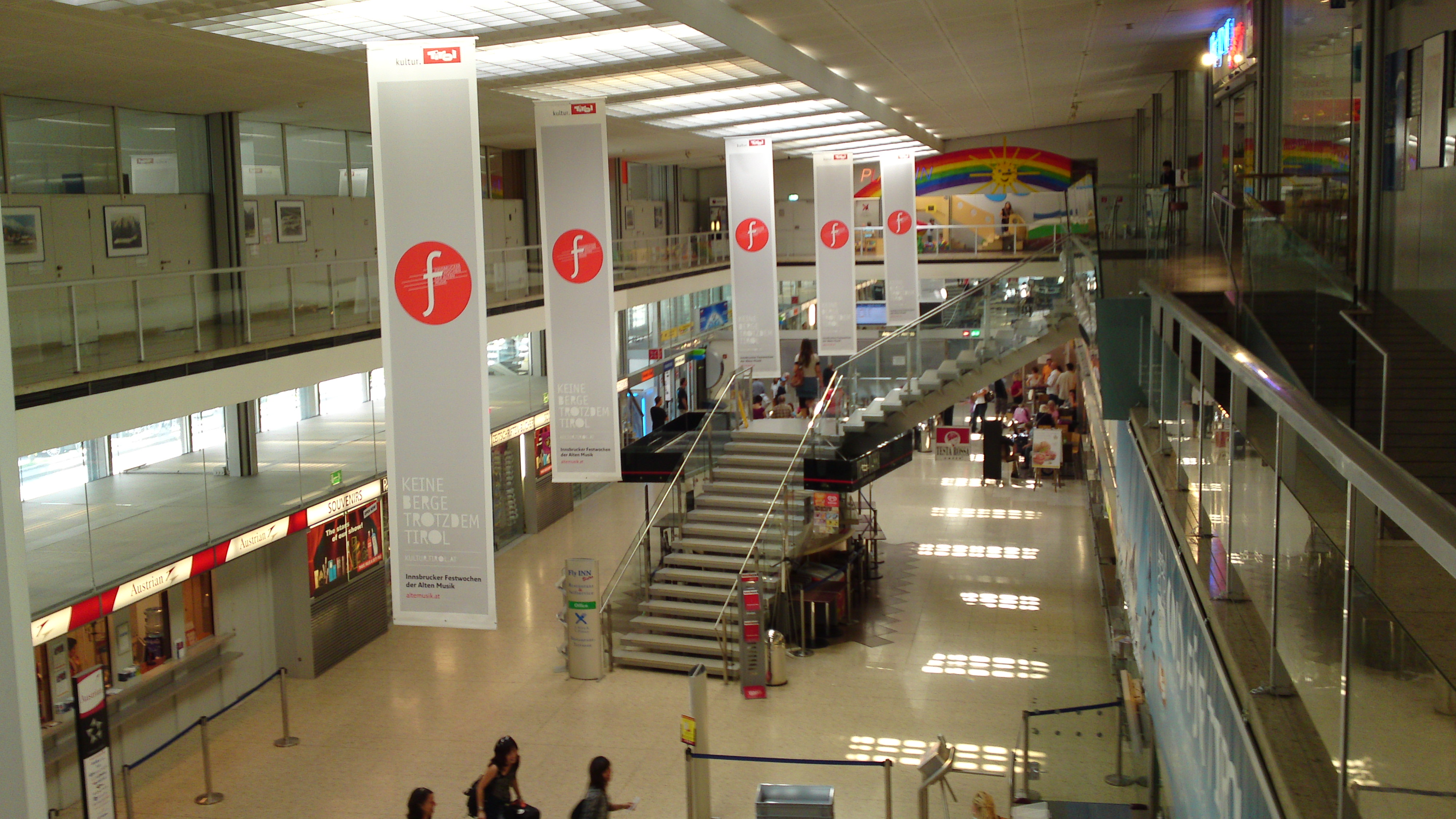
Halle des départs

L'aéroport se situe à environ 5 kilomètres de la ville d'Innsbruck, dans le Tyrol.
L'aéroport est connu pour avoir une approche difficile en raison de la géographie environnante ; le massif des Alpes tout proche crée des turbulences compliquant l'approche et la descente vers la piste d'atterrissage.
| \| 20 km1:1 859 000 \| Graz Innsbruck Klagenfurt Linz Salzbourg Vienne-Schwechat |
| 20 km1:1 859 000                                                                 |

### Accès
L'aéroport est desservi par bus via la Gare Centrale. Un bus arrive toutes les 15 minutes et met 18 minutes à rejoindre le centre-ville.

## Histoire
L'aéroport a été ouvert le 1er juin 1925.
Son approche très difficile a donné, en 1964, à l'accident aérien le plus meurtrier de l'histoire du pays, le vol British Eagle International Airlines 802.

## Statistiques

### En graphique
Le graphique qui aurait dû être présenté ici ne peut pas être affiché car il utilise l'ancienne extension Graph, désactivée pour des questions de sécurité. Des indications pour créer un nouveau graphique avec la nouvelle extension Chart sont disponibles ici.

Voir la requête brute et les sources sur Wikidata.

### En tableau
| Année | Passagers |
| ----- | --------- |
| 2005  | 738 453   |
| 2006  | 805 582   |
| 2007  | 859 830   |
| 2008  | 969 474   |
| 2009  | 956 972   |
| 2010  | 1 033 512 |
| 2011  | 997 020   |
| 2012  | 930 850   |
| 2013  | 981 118   |
| 2014  | 991 356   |

## Compagnies desservant l'aéroport
| Compagnies            | Destinations |
| --------------------- | --- |
| Aegean Airlines       | En saison: Athènes E.-Venizélos |
| Air Dolomiti          | Francfort |
| Air France            | En saison: Paris-Charles de Gaulle |
| ASL Fly Executive     | En saison: Anvers |
| Atlantic Airways      | En saison charter: Billund |
| Austrian Airlines     | Vienne-Schwechat En saison : Berlin-Brandebourg |
| Avanti Air            | En saison charter: Calvi Sainte-Catherine |
| British Airways       | En saison: Londres-Gatwick, Londres-Heathrow |
| easyJet               | Londres-Gatwick En saison: Amsterdam, Bristol, Londres-Luton, Manchester |
| Eurowings             | En saison: Düsseldorf, Hambourg-H.-Schmidt, Palma de Majorque, Stockholm-Arlanda En saison charter: Copenhague-Kastrup, Héraklion-N. Kazantzákis, Kos, Split, Rhodes-Diagoras |
| Finnair               | En saison: Helsinki-Vantaa |
| Icelandair            | En saison: Reykjavik-Keflavík |
| Israir Airlines       | En saison charter: Tel Aviv - Ben Gourion |
| Jet2.com              | Birmingham, Bristol, Manchester En saison: Édimbourg, Londres-Stansted |
| Marathon Airlines     | En saison charter: - Cagliari, - Kalamata, - Kavala-Alexandre le Grand, - Céphalonie, - Prévéza-Aktion, - Thessalonique-Makedonía                                             |
| Scandinavian Airlines | En saison: Stockholm-Arlanda |
| Transavia             | Amsterdam En saison: Bruxelles-National, Eindhoven, Rotterdam-La Haye |
| TUI Airways           | En saison: - Birmingham, - Bristol - Dublin, - Édimbourg, - Londres-Luton, - Londres-Stansted, - Manchester, - Newcastle                                                      |
| TUI fly Belgium       | En saison: Anvers |